# 白河 (白水江支流)
白河，是中国长江流域的一条河流，汇入白水江，属于嘉陵江水系。河长60千米，流域面积1282平方千米，多年平均流量16立方米每秒。自然落差1591米。水能理论蕴藏量4万千瓦。